# Antonín Dokoupil (spisovatel)

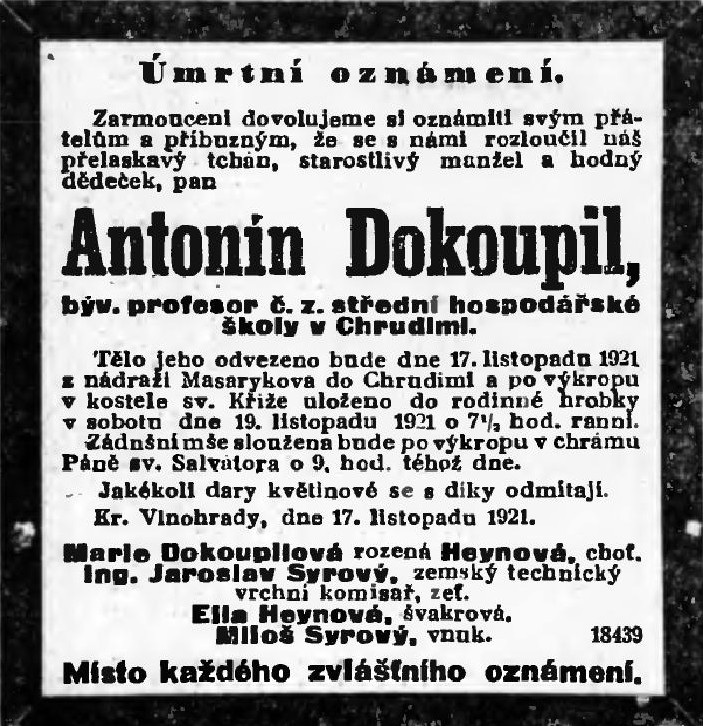
Oznámení o úmrtí prof. Antonína Dokoupila, Národní politika datum vydání výtisku: 17.11.1921

Antonín Dokoupil, křtěný Anton (22. července 1851 Tučapy – 15. listopadu 1921 Královské Vinohrady), byl český středoškolský profesor, publicista, překladatel a spisovatel.

## Život
Antonín Dokoupil se narodil nedaleko od Kunovic v obci Tučapy do rodiny sedláka Josefa Dokoupila a jeho ženy Matyldy roz. Buchtové. Antonín vyrůstal v početné rodině, měl osm sourozenců, starší sestry Annu, Marianu, mladší Veroniku, Josefu a mladší bratry Karla, Johanna, Laurenze a nejmladšího Josefa. Základní vzdělání získal ve farní škole v nedalekých Boršicích a následně absolvoval univerzitu v Lipsku. Později vykonal celou řadu studijních cest po Německu, Belgii, Francii, Itálii a na svých cestách vytvořil obsáhlé odborné studie např. o lnářství. Po návratu do vlasti působil od roku 1874 na hospodářské škole v Chrudimi.
Koncem května roku 1887 se oženil s Marií Heynovou a později spolu měli dvě dcery Marii (1889) a Mathildu (1890).
Na penzi se odstěhoval ku Praze na Královské Vinohrady a zde v listopadu roku 1921 zemřel. Následně byly jeho ostatky převezeny do Chrudimi a tam pohřben na místním hřbitově.
Antonín Dokoupil byl autorem odborných prací o rostlinné a živočišné výrobě a o účetnictví zemědělských podniků.

## Dílo

### Literární
- 1879 Ani pouhé Merino ani pouhé South-Down[14]
- 1887 Len a jeho hospodářský význam pro říši Rakouskou a království České[15]
- 1888 O peněžní hodnotě krmiv a hnoje chlévského[16]
- 1889 Nový způsob krmení zvířat hospodářských[17]
- 1890 Kůň Percheron[18]
- 1892 Nauka o plemenitbě[19]
- 1893 Krmení dojnic[20]
- 1910 Bukolina[21]

Antonín Dokoupil přispíval do Ottova slovníku naučného pod značkou Dpl. Je zde autorem hesel:
- Aberdeenský kmen skotu
- Akkommodace (rouna)
- Alpská plemena skotu